# Teodora (esposa de Opsites)
Teodora (em grego: Θεοδώρα; romaniz.: Theodora) foi uma nobre bizantina de origem senatorial que casou-se com o rei laze Opsites. Em 549/550, enquanto vivia entre os apsílios, foi capturada pelo oficial militar sassânida Nabedes e levada para a Pérsia.